# Gregorio Jiménez (revolucionario)
Gregorio Jiménez fue uno de los promotores del movimiento revolucionario del 25 de mayo de 1809 en Chuquisaca, actualmente la ciudad de Sucre en Bolivia

## Biografía

### La revolución de 1809
En sus inicios, y tal como era percibido en aquella época al menos en el Río de la Plata e incluso por muchos de sus protagonistas, el movimiento da Chuquisaca no tenía por objeto la independencia sino que por el contrario era inspirado por una ciega adhesión a la causa del rey Fernando VII de España y rechazo al enemigo tradicional, Portugal, y la política de los carlotistas. No obstante muchos sí aspiraban a avanzar hacia la independencia, entre ellos Antonio Paredes, Mariano Michel Mercado, José Benito Alzérreca, José Manuel Mercado, Juan Antonio Álvarez de Arenales, los hermanos Gregorio García Lanza y Manuel Victorio García Lanza, Bernardo Monteagudo, etc.
Con ese objeto disimulado se enviaron emisarios a distintas ciudades: supuestamente con el objeto de transmitir sus leales intenciones para con Fernando VII y llevar a cabo tareas encomendadas por la Real Audiencia de Charcas tenían por misión fomentar los sentimientos independentistas entre los habitantes de otras ciudades.
Bernardo Monteagudo fue enviado a Potosí y Tupiza, con la misión de fomentar la sublevación, interceptar el correo realista entre Buenos Aires y Lima, y de triunfar el movimiento, proseguir a Buenos Aires.
Joaquín Lemoine y Eustaquio Moldes partieron a Santa Cruz de la Sierra y como comisionado en San Salvador de Jujuy se contaba con Teodoro Sánchez de Bustamante, en Salta con Mariano Serrano, en Tucumán con Mariano Sánchez de Loría y en Buenos Aires con el antiguo estudiante Mariano Moreno.
A Cochabamba salieron a principios de junio Mariano Michel Mercado, Tomás Alzérreca y Antonio Paredes que viajaba a Lima como agente revolucionario y portador de los documentos para el virrey Abascal y la Real Audiencia de Lima, mientras que para la misión en La Paz fueron elegidos en un primer momento el vecino Gregorio Jiménez y el bachiller Manuel Toro y Ocampo.
El 28 de mayo al alba salieron para cumplir su comisión de delegados de la Real Audiencia gobernadora ante las autoridades de La Paz, para las que llevaban sus correspondientes Reales Provisiones. Si bien su estancia en aquella ciudad no duró mucho tiempo, la falta de noticias despertó recelos en Chuquisaca, por lo que habiendo regresado Mariano Michel Mercado de su encargo en Cochabamba la Audiencia gobernadora decidió enviarlo acompañado de su hermano Michel y Antonio Paredes. Antes del mes de iniciado su encargo, el 25 de junio de 1809, Toro y Jiménez se encontraban de regreso en Chuquisaca y prestaban declaración ante el oidor Ussoz en un sumario iniciado por la Audiencia. 
Mientras que la misión de Jiménez fracasó, la de los hermanos Mercado fue un éxito. En Sicasica, en la ruta a La Paz, se les sumó el cura Antonio Medina. En La Paz ni Medina ni Michel tenían vinculación alguna con los revolucionarios, por lo que fue Paredes quien puso en contacto al comisionado de Charcas y al cura de Sicasica con los conjurados.
Después de un mes Michel regresó a Chuquisaca, y el 16 de julio se produjo un movimiento más radicalizado aún que estableció una junta de gobierno con el nombre de Junta Tuitiva.